# Hans-Christoph Seidel
Hans-Christoph Seidel (* 1962) ist ein deutscher Historiker.
Nach einem Studium der Geschichtswissenschaft wurde Seidel 1986 an der Universität Bielefeld promoviert. Er hat allein und gemeinsam mit seinem akademischen Lehrer Klaus Tenfelde mehrere Publikationen zur Sozialgeschichte vorgelegt. Er ist Geschäftsführer des Instituts für soziale Bewegungen und der Stiftung Geschichte des Ruhrgebiets.

## Schriften (Auswahl)
- (mit Uwe Gartenschläger und Jürgen Hartmann): Eine „rote Festung“ wird erobert. Der Nationalsozialismus in Oerlinghausen, Bielefeld 1986.
- Eine neue „Kultur des Gebärens“. Die Medikalisierung von Geburt im 18. und 19. Jahrhundert in Deutschland, Stuttgart 1998.
- (mit Klaus Tenfelde als Hrsg.): Zwangsarbeit im Bergwerk. Der Arbeitseinsatz im Kohlenbergbau des Deutschen Reiches und der besetzten Gebiete im Ersten und Zweiten Weltkrieg. Bd. 1: Forschungen, Essen 2005; Bd. 2: Dokumente, Essen 2005.
- (mit Klaus Tenfelde als Hrsg.): Zwangsarbeit im Europa des 20. Jahrhunderts. Bewältigung und vergleichende Aspekte, Essen 2007.
- Der Ruhrbergbau im Zweiten Weltkrieg. Zechen – Bergarbeiter – Zwangsarbeiter, Essen 2010.
- Von Sozialpartnern und Klassenkämpfen. Westdeutsch-britische Gewerkschaftsbeziehungen und die internationale Gewerkschaftspolitik im Steinkohlenbergbau von den 1970er bis Anfang der 1990er Jahre. Essen 2019.